# Clistopyga diazi
Clistopyga diazi är en stekelart som beskrevs av Porter 1979. Clistopyga diazi ingår i släktet Clistopyga och familjen brokparasitsteklar. Inga underarter finns listade i Catalogue of Life.